# Prezident Státu Palestina
Prezident Státu Palestina (arabsky v latince: Raʼīs Dawlat Filasṭīn) je nejvyšším představitelem lidu Palestiny a území tímto lidem nárokovaným. Stát Palestina byl vyhlášen Organizací pro osvobození Palestiny v Alžíru dne 15. listopadu 1988. Funkce hlavy tohoto státu byla zřízena ke dni 2. dubna 1989. 
Funkci prezidenta Státu Palestina dosud zastávali: 
1. Jásir Arafat 2. dubna 1989 – 11. listopadu 2004
2. Mahmúd Abbás od 15. ledna 2005 – dosud